# يورغن رويلاندز
يورغن رويلاندز (بالفرنسية: Jürgen Roelandts)‏ (و. 1985  م) هو راكب دراجة هوائية بلجيكي، شارك في طواف إسبانيا، وشارك في سباق طواف فرنسا 2012، وشارك في سباق طواف فرنسا 2011، وشارك في سباق طواف فرنسا 2010، وشارك في سباق طواف فرنسا 2013، وشارك في الألعاب الأولمبية الصيفية 2012، وشارك في سباق طواف فرنسا 2014، وشارك في طواف فرنسا، وشارك في سباق طواف فرنسا 2017.

## التعليم
تعلم في الجامعة الحرة في بروكسل
.

### سباقات أو مراحل فاز بها
| التاريخ        | السباق                                                 | المركز                                           |
| -------------- | ------------------------------------------------------ | ------------------------------------------------ |
| 30 سبتمبر 2004 | 2004 Omloop van het Houtland                           |                                                  |
| 04 سبتمبر 2005 | 2005 Duo Normand                                       |                                                  |
| 25 سبتمبر 2005 | جوويكس بيجل 2005                                       | الفائز في التصنيف العام                          |
| 14 مايو 2006   | سيركيت دي والونيا 2006                                 |                                                  |
| 01 مايو 2007   | طواف دي بريتاجن 2007                                   |                                                  |
| 10 أكتوبر 2007 | 2007 KAJ-KWB Prijs                                     |                                                  |
| 01 يناير 2008  | سباق نوكير كويرز 2008                                  |                                                  |
| 27 أغسطس 2008  | طواف إينكو 2008                                        | الأول في تصنيف النقاط، التاسع في التصنيف العام   |
| 05 أكتوبر 2008 | 2008 Circuit Franco-Belge                              |                                                  |
| 08 أغسطس 2009  | طواف بولندا 2009                                       |                                                  |
| 24 يناير 2010  | داون أندر 2010                                         | الأول في تصنيف أفضل شاب، الثامن في التصنيف العام |
| 31 أغسطس 2011  | 2011 Stadsprijs Geraardsbergen                         |                                                  |
| 01 يناير 2012  | ستير زي إل إم تور 2012                                 |                                                  |
| 30 سبتمبر 2012 | سباق يوروميتروبول 2012                                 | الفائز في التصنيف العام                          |
| 14 فبراير 2014 | طواف قطر 2014                                          |                                                  |
| 28 يونيو 2015  | بطولات سباق الدراجات على الطريق الوطنية البلجيكية 2015 |                                                  |
| 05 يوليو 2015  | جائزة جان بيير مونسيري الكبرى 2015                     | الفائز في التصنيف العام                          |
| 04 أكتوبر 2015 | سباق يوروميتروبول 2015                                 |                                                  |
| 27 يناير 2017  | تروفيو سيرا دي ترامونتانا 2017                         | الفائز حسب تصنيف المجموعة                        |
| 29 مايو 2018   | 2018 Gullegem Koerse                                   | الفائز في التصنيف العام                          |

## روابط خارجية
- يورغن رويلاندز على موقع الاتحاد الدولي للدراجات (الإنجليزية)
- يورغن رويلاندز على موقع أرشيف الدراجات (الإنجليزية)
- يورغن رويلاندز على موقع إحصائيات الدراجات الإحترافية (الإنجليزية)
- يورغن رويلاندز على موقع نسبة الدراجات (الإنجليزية)
- يورغن رويلاندز على موقع CycleBase (الإنجليزية)
- يورغن رويلاندز على موقع أوليمبيديا (الإنجليزية)